# 두나트
두나트(영어: Dunnarts)는 폭이 좁은 발과 모피 털을 가진 생쥐 크기의 두나트속(Sminthopsis) 유대류의 총칭이다. 대체로 식충성 동물이다. 수컷 두나트의 Y 염색체는 4개의 유전자를 갖고 있어, 가장 적은 수의 Y 염색체 유전자를 가진 포유류로 알려져 있다.

## 하위 종
두나트속은 21종으로 이루어져 있으며, 오스트레일리아과 일부는 뉴기니섬에서 발견된다.
- 살찐꼬리두나트군
  - 살찐꼬리두나트 또는 굵은꼬리스민토프시스 (Sminthopsis crassicaudata)
- 줄무늬얼굴두나트군
  - 카카두두나트 (Sminthopsis bindi)
  - 카펀테리아두나트 또는 버틀러두나트 (Sminthopsis butleri)
  - 줄리아크릭두나트 (Sminthopsis douglasi)
  - 줄무늬얼굴두나트 (Sminthopsis macroura)
  - 붉은뺨두나트 (Sminthopsis virginiae)
- 흰꼬리두나트군
  - 흰꼬리두나트 (Sminthopsis granulipes)
- 잿빛배두나트군
  - 캥거루섬두나트 (Sminthopsis aitkeni)
  - 불랑제섬두나트 (Sminthopsis boullangerensis)
  - 잿빛배두나트 (Sminthopsis griseoventer)
- 긴꼬리두나트군
  - 긴꼬리두나트 (Sminthopsis longicaudata)
- 가는꼬리두나트군
  - 밤색두나트 (Sminthopsis archeri)
  - 작은긴꼬리두나트 (Sminthopsis dolichura)
  - 검댕두나트 (Sminthopsis fuliginosus)
  - 길버트두나트 (Sminthopsis gilberti)
  - 흰발두나트 (Sminthopsis leucopus)
  - 가는꼬리두나트 (Sminthopsis murina)
- 사구두나트군
  - 털북숭이발두나트 (Sminthopsis hirtipes)
  - 올데아두나트 (Sminthopsis ooldea)
  - 사구두나트 (Sminthopsis psammophila)
  - 작은털북숭이발두나트 (Sminthopsis youngsoni)